# Harjeet Singh
Harjeet Singh (* um 1970) ist ein indischer Badmintonspieler. 

## Karriere
Harjeet Singh wurde 1989 erstmals nationaler Meister in Indien, wobei er im Mixed mit Madhumita Bisht erfolgreich war. Im Folgejahr verteidigten beide gemeinsam den Titel. 1991 und 1992 siegte er in der gleichen Disziplin erneut, diesmal jedoch mit Sindhu Gulati an seiner Seite.

## Sportliche Erfolge
| Saison | Veranstaltung                 | Disziplin | Platz | Name                            |
| ------ | ----------------------------- | --------- | ----- | ------------------------------- |
| 1989   | Indien: Einzelmeisterschaften | Mixed     | 1     | Harjeet Singh / Madhumita Bisht |
| 1990   | Indien: Einzelmeisterschaften | Mixed     | 1     | Harjeet Singh / Madhumita Bisht |
| 1991   | Indien: Einzelmeisterschaften | Mixed     | 1     | Harjeet Singh / Sindhu Gulati   |
| 1992   | Indien: Einzelmeisterschaften | Mixed     | 1     | Harjeet Singh / Sindhu Gulati   |